# Milorad Krivokapić
Milorad Krivokapić (serbs. Милорад Kривокапић; węg. Krivokapics Milorád; ur. 30 lipca 1980 w Sencie w Jugosławii), piłkarz ręczny reprezentacji Węgier grający na pozycji prawego rozgrywającego. Obecnie, od sezonu 2010/11, występuje w słoweńskim RK Cimos Koper.
W latach 2004–2006 reprezentował Serbię i Czarnogórę, w reprezentacji której rozegrał zaledwie 10 meczów.

## Sukcesy

### klubowe
- Mistrzostwa Węgier:
  -  2007
  -  2006, 2008, 2009, 2010
- Puchar Węgier:
  -  2006, 2008
- Mistrzostwa Słowenii:
  -  2011, 2012
- Puchar Słowenii:
  -  2011